# Munich Challenger 1990
Il Munich Challenger 1990 è stato un torneo di tennis facente parte della categoria ATP Challenger Series nell'ambito dell'ATP Challenger Series 1990. Il torneo si è giocato a Monaco di Baviera in Germania dal 26 novembre al 2 dicembre 1990 su campi in sintetico indoor.

## Vincitori

### Singolare
Anders Järryd ha battuto in finale  Richard Krajicek con il punteggio di 6–2, 6–4

### Doppio
Jens Wöhrmann /  Markus Zoecke hanno battuto in finale  Dmitrij Poljakov /  Slobodan Vojinovic con il punteggio di 6–4, 6–3